# Coris ballieui
Coris ballieui là một loài cá biển thuộc chi Coris trong họ Cá bàng chài. Loài này được mô tả lần đầu tiên vào năm 1875.

## Từ nguyên
Từ định danh của loài cá này, ballieui, được đặt theo tên của Pierre Étienne Théodore Ballieu, cựu lãnh sự Pháp tại Hawaii, người đã cung cấp nhiều mẫu vật từ vùng biển này cho Bảo tàng Lịch sử Tự nhiên Quốc gia Pháp, bao gồm cả C. ballieui.

## Phạm vi phân bố và môi trường sống
C. ballieui là một loài đặc hữu của quần đảo Hawaii và đảo Johnston (Hoa Kỳ). C. ballieui sống gần các rạn san hô trên nền đáy cát và đá vụn, độ sâu khoảng từ 10 đến 146 m, nhưng thường được quan sát phổ biến ở độ sâu hơn 20 m.

## Mô tả
C. ballieui có chiều dài cơ thể tối đa được ghi nhận là 30 cm. Cá đực có màu vàng nhạt đến màu hồng nhạt, với những đường sọc hoặc các hàng đốm màu xanh lam dọc theo chiều dài cơ thể. Đầu được phủ bởi các vệt sọc màu xanh. Thân trước có một vệt đen mờ hình tam giác. Đuôi có các vệt sọc dọc màu xanh. Tia gai thứ nhất của vây lưng vươn dài, có đốm đen. Cá cái có màu trắng với các sọc ngang màu hồng. Cá con có một dải màu cam nổi bật từ mõm băng ngang mắt kéo dài đến cuống đuôi. Sọc cam này có thể tiêu giảm thành một (hoặc vài) vệt đốm ở trên thân cá cái.

## Sinh thái học
Thức ăn của C. ballieui có thể là các loài động vật giáp xác. Khi gặp nguy hiểm, chúng vùi mình xuống cát để trốn.